# Mondovi, Wisconsin
Mondovi là một thành phố thuộc quận Buffalo, tiểu bang Wisconsin, Hoa Kỳ. Năm 2000, dân số của thành phố này là 2634 người.